# Ad hoc nos disponente
Ad hoc nos disponente (Pour ce faire nous sommes disposé ...) est une bulle pontificale fulminée le 19 juin 1119 par le pape Calixte II dans laquelle le pape confirme les privilèges et les possessions des Hospitaliers de l'ordre de Saint-Jean de Jérusalem.